# Гиперпрямоугольник
| Гиперпрямоугольник n-прямоугольник                      | Гиперпрямоугольник n-прямоугольник |
| ------------------------------------------------------- | ---------------------------------- |
| Прямоугольный параллелепипед является 3-прямоугольником |                                    |
| Тип                                                     | Призма                             |
| Фасет                                                   | 2n                                 |
| Вершин                                                  | 2n                                 |
| Символ Шлефли                                           | {} × {} … × {}                     |
| Диаграмма Коксетера — Дынкина                           | …                                  |
| Группа симметрии                                        | [2n-1], порядок 2n                 |
| Двойственный многогранник                               | Прямоугольный n-ромб               |
| Свойства                                                | выпуклый, зоноэдр, изогональный    |

n-гиперпрямоугольник — это обобщение прямоугольника на более высокие размерности и формально определяется как прямое произведение промежутков.

## Типы
Трёхмерный гиперпрямоугольник называется также прямоугольной призмой или прямоугольным параллелепипедом.
Специальный случай n-прямоугольника, в котором все рёбра имеют одинаковую длину, является n-кубом.
По аналогии термин «гиперпрямоугольник» относится к прямому произведению ортогональных интервалов другого вида, таких как диапазоны ключей в базе данных или диапазоны целых чисел, а не вещественных чисел.

## Двойственный многогранник
| n-ромб                        | n-ромб                 |
| ----------------------------- | ---------------------- |
| Пример: 3-ромб                |                        |
| Фасет                         | 2n                     |
| Вершин                        | 2n                     |
| Символ Шлефли                 | {} + {} + … + {}       |
| Диаграмма Коксетера — Дынкина | …                      |
| Группа симметрии              | [2n-1], порядок 2n     |
| Двойственный многогранник     | n-прямоугольник        |
| Свойства                      | выпуклый, изогональный |

Двойственный многогранник n-прямоугольника называется n-ортоплексом или n-ромбом. Многогранник строится по 2n точкам в центрах прямоугольных фасет прямоугольника.
Символ Шлефли n-ромба представляется суммой n ортогональных отрезков: { } + { } + … + { }.
1-ромб — это отрезок. 2-ромб — это ромб.
| n | Пример                                                                |
| - | --------------------------------------------------------------------- |
| 1 | · { } ·                                                               |
| 2 | · { } + { } ·                                                         |
| 3 | · Ромбический 3-ортоплекс внутри 3-прямоугольника · { } + { } + { } · |